# 夫子河镇
夫子河镇，是中华人民共和国湖北省黄冈市麻城市下辖的一个乡镇级行政单位。

## 行政区划
夫子河镇下辖以下地区：
夫子河社区、蔡家河村、北门村、青草河村、杨家冲村、老屋河村、陶家寨村、杨畈村、西程湾村、李胜村、胡城寨村、土库村、傅兴湾村、象棋山村、郭家山村、杨家庙村、邹家河村、芦家河村、芦柴坳村、纸棚河村、黄麻坳村、下白米村、上白米村、夏家山村、静山村、熊家沟村、刘家大湾村、宋家边村、丁家湾村、周家垱村、刘角林村和李家湾生活区。